# Rozdroże Izerskie (polana)
Rozdroże Izerskie – polana górska na wysokości 767 m n.p.m. w południowo-zachodniej Polsce, w Górach Izerskich, w Sudetach Zachodnich.

## Położenie
Rozdroże położone jest w środkowo-wschodniej części Gór Izerskich, po północnej stronie od Wysokiej Kopy, najwyższego wzniesienia Gór Izerskich pomiędzy Wysokim Grzbietem a Grzbietem Kamienickim, około 8,7 km na południowy wschód od miejscowości Świeradów-Zdrój.

## Fizjografia
Rozdroże Izerskie to szerokie rozległe siodło, głęboko wcięte w gnejsowe podłoże Gór Izerskich, o łagodnych podejściach oraz stromych skrzydłach. Łączy ono Wysoki Grzbiet Gór Izerskich po południowej stronie z Grzbietem Kamienickim po północnej stronie oraz stanowi wododział pomiędzy zlewniami Kwisy i Małej Kamiennej. W centralnym punkcie Rozdroża Izerskiego rozciąga się obszerna łąka, a dalsze otoczenie rozdroża zajmuje dolnoreglowy las świerkowy. Znajduje się też na nim węzeł szlaków turystycznych i skrzyżowanie dróg leśnych łączących Wysoki Grzbiet z Grzbietem Kamienickim. Przebiega tędy droga wojewódzka nr 404 nazywana Drogą Sudecką ze Szklarskiej Poręby przez Zakręt Śmierci do Świeradowa-Zdroju.

## Inne
Na Rozdrożu Izerskim w przeszłości działało schronisko Ludwigsbaude, w którym w XIX wieku znajdowała się wypożyczalnia koni wierzchowych i stacja tragarzy lektyk. Schronisko spaliło się w 1912 roku, ale zostało odbudowane. Działało jeszcze po II wojnie światowej jako Leśna Chata. Potem zamieniono je na prewentorium gruźlicze dla dzieci. Następnie (wykorzystywane tylko w części) pełniło rolę hotelu dla drwali. Później budynek stał pusty i w końcu został przeznaczony do rozbiórki, która ostatecznie nastąpiła w lipcu 2013.

## Turystyka
– niebieski szlak z Sępiej Góry na Zimną Przełęcz.
 – żółty z Rębiszowa do Rozdroża pod Kopą
 – zielony do Rozdroża pod Zwaliskiem.
Rozdroże Izerskie stanowi punkt widokowy na grzbiety Gór Izerskich oraz na Izerskie Garby z Kopalnią "Stanisław".